# Ramón Villares
Ramón Villares Paz (Cazás, Germade, Lugo, 1951) es un historiador español.

## Trayectoria profesional
Se licenció en Filosofía y Letras, rama Historia, en la Universidad de Santiago de Compostela en 1973. Ese mismo año obtuvo el graduado con la memoria de licenciatura Los inventarios post mortem, como fuente para el estudio de la historia rural y la economía agraria, y en 1980 el doctorado en Historia con la tesis La evolución de las estructuras agrarias en la provincia de Lugo. Propiedad y rentas de la tierra, ambas dirigidas por Antonio Eiras Roel. La Universidad de Santiago le concedió en 1980 el premio extraordinario de doctorado en Historia, cursos 1977-1980, y la Universidad Internacional Menéndez Pelayo, en 1981, el premio a la mejor tesis en Filosofía y Humanidades presentada en España en 1980. 
Desde 1987 es catedrático de Historia Contemporánea de la Universidad de Santiago de Compostela, de la que también fue rector de 1990 a 1994 y decano de la Facultad de Geografía e Historia entre 1986 y 1990. Además es, desde 2002, director del Arquivo da Emigración Galega del Consello da Cultura Galega. Fue miembro fundador y presidente de la Asociación de Historia Contemporánea entre los años 1996-2002, así como director en Galicia de la Universidad Internacional Menéndez Pelayo.
Participa en el consejo asesor de revistas como Ayer (Marcial Pons Ediciones de Historia), Historia Social (Valencia), Hispania (Madrid), Ler Historia (Lisboa) o Perspectivas Históricas (México). Es también miembro del Patronato del Museo do Pobo Galego y del Instituto de Estudios Gallegos "Padre Sarmiento", donde es, desde 1979, secretario de la sección de Geografía e Historia.

## Obras
Ha publicado más de setenta libros y artículos vinculados a su especialidad entre los que cabría destacar: 
- La propiedad de la tierra en Galicia, 1500-1936, Siglo XXI Editores, Madrid, 1982.
- Foros, frades e fidalgos, Estudos de historia social de Galicia, Edicións Xerais, Vigo, 1982.
- Galicia. A Historia, Editorial Galaxia, Vigo, 1984 (con versión en lengua española y portuguesa).
- Historia da emigración galega a América, Junta de Galicia, 1996.
- Figuras da nación, Edicións Xerais, Vigo, 1997.
- El mundo contemporáneo. Siglos XIX y XX, Editorial Taurus, 2001 (en colaboración con Ángel Bahamonde).
- Historia de Galicia, Editorial Galaxia, 2004.